# Messico ai Giochi della XIX Olimpiade
Il Messico ospitò le XIX Olimpiadi, svoltesi a Città del Messico dal 12 al 27 ottobre 1968, e vi partecipò con una delegazione di 275 atleti impegnati in tutte le venti discipline del programma olimpico. Portabandiera fu il pentatleta e cavaliere David Bárcena, alla sua seconda olimpiade. Il bottino della squadra, alla sua decima partecipazione ai Giochi estivi, fu di nove medaglie: tre d'oro, tre d'argento e tre i bronzo. Con due medaglie d'oro e due di bronzo il Messico si piazzò al terzo posto nel medagliere del pugilato, dietro URSS e Stati Uniti. La terza medaglia d'oro venne dal nuoto, grazie al diciassettenne ranista Felipe Muñoz.

## Medagliere

### Per discipline
| Sport            | Oro | Argento | Bronzo | Totale |
| ---------------- | --- | ------- | ------ | ------ |
| Pugilato         | 2   | 0       | 2      | 4      |
| Nuoto            | 1   | 0       | 1      | 2      |
| Atletica leggera | 0   | 1       | 0      | 1      |
| Scherma          | 0   | 1       | 0      | 1      |
| Tuffi            | 0   | 1       | 0      | 1      |
| Totale           | 3   | 3       | 3      | 9      |

### Medaglie
| Medaglia | Atleta               | Sport            | Evento                           |
| -------- | -------------------- | ---------------- | -------------------------------- |
| Oro      | Felipe Muñoz         | Nuoto            | 200 metri rana maschili          |
| Oro      | Ricardo Delgado      | Pugilato         | Pesi mosca                       |
| Oro      | Antonio Roldán       | Pugilato         | Pesi piuma                       |
| Argento  | José Pedraza         | Atletica leggera | Marcia 20 km                     |
| Argento  | Pilar Roldán         | Scherma          | Fioretto individuale femminile   |
| Argento  | Álvaro Gaxiola       | Tuffi            | Piattaforma 10 metri maschile    |
| Bronzo   | María Teresa Ramírez | Nuoto            | 800 metri stile libero femminili |
| Bronzo   | Agustín Zaragoza     | Pugilato         | Pesi medi                        |
| Bronzo   | Joaquín Rocha        | Pugilato         | Pesi massimi                     |

## Risultati

### Pallacanestro
| Atleta | Classifica |
| --- | ---------- |
| V · D · M Nazionale messicana - Pallacanestro ai Giochi della XIX Olimpiade 4 Heredia · 5 Guerrero · 6 Tiscareño · 7 Arellano · 8 Ayala · 9 Asiáin · 10 Grajeda · 11 Guzmán · 12 Quintanar · 13 Pontvianne · 14 Hatch · 15 Raga · All. Lester Lane | 5°         |
| Nazionale messicana - Pallacanestro ai Giochi della XIX Olimpiade |            |
| 4 Heredia · 5 Guerrero · 6 Tiscareño · 7 Arellano · 8 Ayala · 9 Asiáin · 10 Grajeda · 11 Guzmán · 12 Quintanar · 13 Pontvianne · 14 Hatch · 15 Raga · All. Lester Lane                                                                             |            |

### Pallanuoto
| Atleta | Classifica |                    |
| --- | --- | ------------------ |
| V · D · M Nazionale maschile messicana di pallanuoto · Giochi olimpici - Città del Messico 1968 Familiar • R. Chávez • F. García • G. Chávez • Morfín • Guzmán • Botella • J. García • Vásquez • Ramos • Gómez · CT : - | 11° |                    |
| Nazionale maschile messicana di pallanuoto · Giochi olimpici - Città del Messico 1968 | |                    |
| Familiar • R. Chávez • F. García • G. Chávez • Morfín • Guzmán • Botella • J. García • Vásquez • Ramos • Gómez · CT: -                                                                                                  | Familiar • R. Chávez • F. García • G. Chávez • Morfín • Guzmán • Botella • J. García • Vásquez • Ramos • Gómez · CT: - | Messico (bandiera) |